# Miss Saigon
Miss Saigon é um musical de Claude-Michel Schönberg e Alain Boublil. Seu enredo é baseado na ópera Madama Butterfly, de Giacomo Puccini, e da mesma forma narra o conto trágico de um romance envolvendo uma mulher asiática abandonada por seu amante americano. O cenário da trama é transferido para a década de 1970, em Saigon durante a Guerra do Vietnã, e a história do casamento entre um tenente americano e a menina japonesa Madame Butterfly, é substituída por um romance entre um soldado americano e um menina de bar vietnamita.
Estreou em West End, em Londres em 20 de Setembro de 1989 e em Nova Iorque em 11 de Abril de 1991, no Broadway Theatre. Em 1991 foi indicado para 10 Tony Awards, e venceu em três categorias.
Após a sua abertura na Broadway em 1991 o musical foi maciçamente considerado o melhor musical do ano, tanto criticamente e comercialmente, mas acabou perdendo os prêmios principais no Tony. Ele quebrou vários recordes da Broadway, incluindo um recorde de vendas de ingressos antecipadamente, e reembolso para os investidores em menos de 39 semanas.
O musical representa o segundo grande sucesso de Schönberg e Boublil, na sequência de Les Misérables em 1985.
Antes da abertura da remontagem em 2014 em Londres, foi alegado que Miss Saigon tinha estabelecido um novo recorde mundial para a vendas de ingressos em um dia para abertura de um musical, com vendagem superior a R$ 4 milhões.

## Enredo

### Ato I
Em abril de 1975, "Dreamland", em um clube Vietnamita desprezível, pouco antes da queda de Saigon, é o primeiro dia de Kim como uma bar girl. Com dezessete anos de idade, a órfã é cumprimentada pelo Engenheiro, um homem franco-vietnamita que é dono do clube. Nos bastidores, as meninas se preparam para o show da noite, zombando da ingenuidade de Kim ("Overture"). Os fuzileiros navais norte-americanos, conscientes de que estará deixando o Vietnã em breve, festejam com as prostitutas vietnamitas no clube ("The Heat Is On em Saigon"). Chris Scott, um sargento desencantado com a cena do clube, é incentivado por seu amigo John Thomas a transar com uma menina. As meninas competem pelo título de "Miss Saigon", e a vencedora é sorteada para um fuzileiro naval. A inocência de Kim encanta Chris. As bar girls refletem sobre seus sonhos de uma vida melhor ("Movie in My Mind"). John compra um quarto do Engenheiro para a Kim virgem e Chris ("A Transação"). Kim está relutante e tímida, mas dança com Chris. Chris tenta pagar-lhe para deixar a casa noturna. Quando o Engenheiro interfere, pensando que Chris não gosta de Kim, Chris se permite ser levado para o seu quarto ("The Dance").
Chris, observando Kim no sono, pergunta a Deus por que ele a conheceu quando estava prestes a sair do Vietnã ("Why, God, Why?"). Quando Kim acorda, Chris tenta dar-lhe dinheiro, mas ela se recusa, dizendo que é a primeira vez que dormiu com um homem ("This Money's Yours"). Tocado ao saber que Kim é  órfã, Chris diz que ela não precisa vender-se no clube, porque ele quer que ela fique com ele. Os dois juram amor um pelo outro ("Sun e Moon"). Chris diz a John que ele vai tirar licença para passar um tempo com Kim. John avisa que os Viet Cong em breve vão tomar Saigon, mas, em seguida, relutantemente concorda em cobrir para Chris ("The Telephone Song"). Chris encontra-se com o engenheiro para ele liberar Kim, mas o engenheiro tenta incluir um visto da America no negócio. Chris obriga o engenheiro com uma arma apontada em sua cabeça ("The Deal").
As bar girls realizam uma "cerimônia de casamento" para Chris e Kim ("Dju Vui Vai"), com Gigi brindar Kim como a "real" Miss Saigon. Thuy, primo de Kim, a quem ela estava prometida aos treze anos, chega para levá-la para casa. Ele tornou-se um oficial do Exército norte-vietnamita e fica furioso ao encontrá-la com Chris ("Thuy's Arrival"). Os dois homens se enfrentam, tirando suas armas. Kim diz a Thuy que seu casamento arranjado está anulado porque seus pais estão mortos, e ela já não abriga nenhum sentimento por ele por causa de sua traição. Thuy amaldiçoa todos eles e sai ("What's This I Find"). Chris promete levar Kim com ele quando ele sai do Vietnã. Chris e Kim dançam a mesma música como em sua primeira noite ("Last Night of The World").
Três anos mais tarde, em 1978, um desfile de rua acontece em Saigon (atualmente denominado de Ho Chi Minh City) para celebrar o terceiro aniversário da reunificação do Vietnã e da derrota dos americanos ("Morning of The Dragon", também chamado "The Fall of Saigon"). Thuy, um comissário no novo governo comunista, ordenou a seus soldados que encontrem o engenheiro ainda corrupto. Thuy ordena o Engenheiro para encontrar Kim e trazê-la para ele. Kim ainda está apaixonada por Chris e foi se esconder em uma área pobre, ao mesmo tempo acreditando que Chris vai voltar para o Vietnã e resgatá-la. Enquanto isso, Chris está na cama com a sua nova esposa americana, Ellen, quando ele acorda de um sonho gritando o nome de Kim. Ellen e Kim ambas juram devoção a Chris de lados opostos do mundo ("I Still Believe").
O engenheiro encontra Kim e traz Thuy a ela. Kim recusa a nova oferta de casamento de Thuy e apresenta-o a Tam, seu filho de três anos com Chris. Thuy chama Kim de traidora e Tam um inimigo, e tenta matar Tam com uma faca, mas Kim pega a arma de Chris e mata Thuy ("You Will Not Touch Him"). Foge com Tam ("This Is the Hour") e conta a Engenheiro o que ela fez ("If You Want to Die in Bed"). O Engenheiro se recusa a ajudá-la, até que ele descobre que o pai de Tam é americano ("Let Me See His Western Nose") — ele pensa que o menino é a sua chance de emigrar para os Estados Unidos. Ele diz a Kim que agora ele é o tio do menino, e ele vai levá-los a Bangkok. Os três partem em um navio com outros refugiados ("I'd Give My Life for You").

### Ato II
Em Atlanta, Geórgia, John agora trabalha para uma organização de ajuda, cuja missão é conectar os Bui Doi ("meninos de rua" na língua do Vietnã, incorretamente interpretado no sentido de filhos concebidos durante a guerra) com seus pais norte-americanos ("Bui Doi"). John diz a Chris que Kim ainda está viva, e Chris está aliviado depois de todos esses anos tendo pesadelos com a morte dela. Também diz a Chris sobre Tam e insiste para Chris ir para Bangkok com Ellen. Chris finalmente diz a Ellen sobre Kim e Tam ("Revelation"). Em Bangkok, o Engenheiro está é dono de um clube desprezível onde Kim trabalha como dançarina ("What A Waste"). Chris, Ellen e John chegam em busca de Kim. John encontra Kim dançando no clube, e diz a ela que Chris também está em Bangkok. Ele, então, tenta dizer a ela que Chris está casado, mas ela o interrompe. Kim está empolgada com a notícia e diz a Tam que seu pai chegou, acreditando que eles vão para a América com Chris. Vendo Kim feliz, John não consegue dar a notícia a ela, mas promete trazer Chris para ela ("Please").
O engenheiro diz a Kim para encontrar Chris por si mesma, porque ele duvida que Chris virá ("Chris Is Here"). Kim é assombrada pelo fantasma de Thuy, que provoca Kim, alegando que Chris vai traí-la, como fez na noite que Saigon caiu. Kim sofre um flashback horrível daquela noite ("Kim's Nightmare").
No pesadelo/flashback, Kim se lembra dos Viet Cong se aproximando Saigon. À medida que a cidade se torna cada vez mais caótico, Chris é chamado para a embaixada e deixa a arma com Kim, dizendo-lhe para embalar. Quando Chris entra na embaixada, os portões fecham, quando orens chegam de Washington para uma evacuação imediata dos demais americanos. As ordens da embaixada é que nenhum vietnamita mais vai entrar na embaixada. Kim chega às portas da Embaixada, onde uma multidão de vietnamitas aterrorizados tentam entrar. Chris está prestes a ir para a multidão atrás de Kim e olhar para ela, mas John é forçado a bater em Chris na cara para impedi-lo de sair. Chris é colocado no helicóptero deixando Saigon enquanto Kim observa de fora, ainda jurando o seu amor a ele ("The Fall of Saigon").
Em 1978, Bangkok, Kim se veste com alegria em suas roupas de casamento ("Sun e Moon: Reprise") e deixa o Engenheiro para tomar conta de Tam enquanto ela sai. Kim vai para o quarto de hotel de Chris, onde ela encontra Ellen. Kim erroneamente pensa que Ellen é a esposa de John, mas Ellen revela que ela é a esposa de Chris. Kim está de coração partido e se recusa a acreditar em Ellen. Ellen pergunta á Kim se Chris é o pai da Tam, e Kim diz que ele é. Kim diz que ela não quer que seu filho a viver nas ruas como um rato, mas Ellen diz a Kim que eles vão fazer o possível para apoiá-lo. Kim pede para Ellen que eles levem Tam para os EUA, mas Ellen se recusa, dizendo que Tam precisa de sua verdadeira mãe, e Ellen quer ter seus próprios filhos com Chris. Kim com raiva exige que Chris venha lhe dizer essas coisas pessoalmente, e corre para fora da sala ("Room 317"). Ellen se sente mal por Kim, mas está determinado a ficar com Chris ("Now That I've Seen Her"). Chris e John retornam, não tendo conseguido encontrar Kim. Ellen diz a ambos que Kim chegou e que elas tinha discutido. Chris e John culpam a si mesmos, percebendo que eles se foram por muito tempo. Ellen também diz que Kim quer ver Chris na casa dela, e que ela tentou dar seu filho para eles. John percebe que Kim quer Tam para ser "um menino americano". Ellen em seguida, emite um ultimato para Chris: Kim ou ela. Chris tranquiliza Ellen, e eles juram amor um pelo outro. Chris diz que vai deixar Tam e Kim em Bangkok, mas oferecer-lhes apoio monetário dos Estados Unidos. John avisa que Kim não vai achar aceitável á estadia de Tam na Tailândia ("The Confront"). De volta ao clube, Kim encontra-se com Engenheiro e diz que eles ainda estão indo para a América ("Paper Dragons"). O Engenheiro imagina a nova vida extravagante que ele vai levar na América ("The American Dream"). Chris, John e Ellen encontram o engenheiro e ele leva-los para ver Kim e Tam.
Em seu quarto, Kim diz a Tam que ele deveria estar feliz porque agora ele tem um pai. Ela lhe diz que ela não pode ir com ele, mas estará cuidando dele ("This Is the Hour (Reprise)"). Chris, Ellen, John e o Engenheiro chegam na porta do quarto, e engenheiro fala para Tam sair para ele apresenta-lo a seu verdadeiro pai. Enquanto isso está acontecendo, Kim passos atrás de uma cortina e atira em si mesma. Quando ela cai no chão, todo mundo corre para a sala com o som do tiro e encontrar Kim mortalmente ferida. Chris detém Kim nos braços e pergunta o que ela tinha feito e por que ela fez isso, como ela explica que os deuses a guiou para proteger seu filho. Chris implora que ela não morrer, quando ela pede a ele para abraçá-la uma última vez. Depois de compartilhar um beijo final, Kim diz que suas palavras finais para Chris, repetindo o que ele disse a ela a partir da canção "Sun e Moon" ("How in one night have we come so far?") E ela morre em seus braços ("Finale").

## Números musicais
Ato 1
- Overture" / "Backstage Dreamland" - Gigi, Kim, o engenheiro e Bar Girls
- "The Heat is On in Saigon" - soldados, Bar Girls, o engenheiro, Kim, John, Chris e Gigi
- "The Movie in My Mind" - Gigi, Kim e Bar Girls
- "The Transaction" - O Engenheiro, John, Soldiers, Chris e Kim
- "The Dance" - Kim, Chris e o engenheiro
- "Why, God, Why?" - Chris
- "This Money's Yours" - Chris e Kim
- "Sun e Moon" - Kim e Chris
- "The Telephone Song" - Chris e John
- "The Deal" - O Engenheiro e Chris
- "The Wedding Ceremony" - Gigi, kim, Bar Girls e Chris
- "Thuy's Arrival" - Thuy, Chris e Kim
- "Last Night of the World" - Chris e Kim
- "The Morning of the Dragon" - soldados, o engenheiro, dois guardas e Thuy
- "I Still Believe" - Kim e Ellen
- "Back in Town" - O Engenheiro, Kim, Thuy e Soldados
- "Thuy's Death" / "You Will Not Touch Him" - Thuy e Kim
- "This is the Hour" - Coros
- "If You Want to Die in Bed" - O Engenheiro
- "Deixe-me ver seu nariz ocidental" - Kim e o engenheiro
- "I'd Give My Life for You" - Kim
- "Exodus" - Coros

Ato II
- "Bui Doi" - John e Coros
- "Revelation" - Chris e John
- "What a Waste" - O Engenheiro, prostitutas, Turistas, John e Kim
- "Please" - John e Kim
- "Chris is Here" - O Engenheiro, Kim, clube proprietário e John
- "Kim's Nightmare" - Thuy
- "Fall of Saigon" - soldados, Chris, Kim, John e Cidadãos
- "Sun e Moon" (Reprise) - Kim
- "Room 317" - Kim e Ellen
- "Now That I've Seen Her" - Ellen (produção original)
- "Maybe" - Ellen (2011 na produção da Holanda/ 2014 na produção de Londres)
- "The Confrontation" - Chris, Ellen e John
- "Paper Dragons" - O Engenheiro e Kim
- "The American Dream" - O Engenheiro
- "This is the Hour" (Reprise) - Kim
- "Finale" - Chris e Kim

## Personagens principais
- Kim - Corresponde á Butterfly na Ópera. Kim é a protagonista de Miss Saigon. No Ato 1, Kim trabalhava como Bar Girl em Dreamland, um clube Vietnamita desprezível, propriedade do Engenheiro. Durante a Guerra do Vietnã, muitos soldados americanos iam até esse lugar e numa noite Kim conheceu Chris Scott, que, encantado com sua beleza e inocência acaba por se envolver com a garota. Kim engravida de Chris e depois dos soldados evacuarem a cidade por conta da ameaça dos Viet-Congs, a garota espera ansiosamente o retorno de seu amado. No Ato 2 três anos se passam. Kim trabalha ainda trabalha com o Engenheiro, não mais em Dreamland. Chris veio para Bangkok com John e Ellen, sua esposa e Kim espera que Chris e Ellen possam levar Tam (seu filho com Chris) para os Estados Unidos, onde o garoto será bem educado e terá um lugar mais seguro para chamar de lar. Ao final do musical, Kim entrega o garoto ao pai, mas acaba se matando.
- Chris - Corresponde a Pinkerton em Madame Butterfly. Chris Scott é o protagonista de Miss Saigon. No Ato 1, Chris e seu melhor amigo John foram com outros soldados americanos ao Dreamland, um clube Vietnamita desprezível, de propriedade do Engenheiro para beber e se divertir com mulheres. Nesse lugar Chris se encanta com Kim, uma bar girl em seu primeiro dia de serviço no local. Os dois se envolvem e Kim engravida de Chris. Só que a invasão de Saigon feita pelos Viet-Congs faz com que o casal se separe e Chris volta para os Estados Unidos. No Ato 2 três anos se passam e Chris está casado com Ellen. Através de John ele fica sabendo que Kim está viva e junto com sua esposa e amigo vão para Bangkok. Lá ele conhece Tam (seu filho com Kim) e escuta o pedido de Kim, que ele e Ellen levem o garoto para os Estados Unidos, onde Tam será bem educado e terá um lugar mais seguro para chamar de lar. Ao final do musical, Chris e Ellen levam Tam para viver com eles nos Estados Unidos e Chris vê Kim morrer em seus braços.
- O Engenheiro - Corresponde á Goro em Madame Butterfly. O Engenheiro é o chefe de Kim e é apresentado no começo do musical. No Ato 1, ele é dono de Dreamland, um clube Vietnamita desprezível. O Engenheiro é envolvido com coisas exclusas e sempre negocia com as pessoas para obter o que deseja (até apontarem uma arma em sua cabeça, como Chris faz para passar uma noite com Kim). Ao descobrir do envolvimento de Chris com a garota o homem acredita que através de Tam ele conseguirá imigrar para os Estados Unidos. No Ato 2, ele, Kim e Tam estão morando em Bangkok e ele abre um novo clube, que traz Kim como a principal dançarina. Chris, John e Ellen chegam a Tailândia e ele começa a planejar e imaginar sua vida nos EUA (porque ele só irá para lá quando Chris, John, Ellen e Kim voltarem para lá). Quando ele encontra Chris, John e Ellen ele os leva para ver Kim e Tam. Enquanto conversava com John e Ellen, o homem escuta um tiro e vê Kim morrer nos braços de Chris.
- Ellen - Corresponde á Kate em Madame Butterfly. Ellen aparece no começo do Ato 2 como a esposa de Chris. É convencida por John para ir a Bangkok com ele e Chris, onde planejam encontrar Kim. Em um quarto de hotel Ellen se encontra com Kim e conta que é a esposa de Chris (quando Kim a encontra pensa ser a esposa de John) e deixa a garota desolada. Ellen e Chris escutam o pedido de Kim de levar Tam para viver com eles nos EUA, onde o garoto será bem educado e terá um lugar mais seguro para chamar de lar. Ao final do musical, ela e Chris levam Tam para viver com eles nos Estados Unidos e Ellen vê Kim morrer nos braços de seu esposo.
- John - Corresponde á Sharpless em Madame Butterfly.
- Thuy - É um personagem composto, que corresponde, em parte, tanto para o Bonze e Prince Yamadori.
- Gigi Van Tranh - Inicialmente votada como Miss Saigon.
- Tam - Ele corresponde a Dolore, ou "Sorrow".

## Elenco original
| Personagem    | Original Elenco de West End (1989)           | Original Elenco da Broadway (1991)  |
| ------------- | -------------------------------------------- | ----------------------------------- |
| Kim           | Lea Salonga                                  | Lea Salonga                         |
| O Engenheiro  | Jonathan Pryce                               | Jonathan Pryce                      |
| Chris         | Simon Bowman                                 | Willy Falk                          |
| John          | Peter Polycarpou                             | Hinton Battle                       |
| Ellen         | Claire Moore                                 | Liz Callaway                        |
| Thuy          | Keith Burns                                  | Barry K. Bernal                     |
| Gigi          | Isay Alvarez                                 | Marina Chapa                        |
| Tam           | Allen Evangelista Wasseem Hamdan David Platt | Brian R. Baldomero Philip Lyle Kong |
| Alternate Kim | Monique Wilson                               | Kam Cheng                           |

## Produção

### Ideia
A inspiração do musical teria sido uma fotografia, que Schönberg encontrou inadvertidamente em uma revista. A fotografia mostrava uma mãe vietnamita deixando seu filho em um portão de embarque na Tan Son Nhut em um avião embarcando para o Estados Unidos, onde seu pai, um ex-soldado, estaria em condições de proporcionar uma vida muito melhor para o criança. Schönberg considerou as ações desta mãe por seu filho como seu "último sacrifício," uma ideia central para o enredo de Miss Saigon.
Os destaques da fotografia incluem a evacuação dos últimos americanos em Saigon do telhado da Embaixada de helicóptero, enquanto uma multidão de abandonados vietnamitas gritam em desespero, a parada da vitória do novo regime comunista e a agitação frenética da derrota americana.

### West End
Miss Saigon estreou no West End em Theatre Royal, Drury Lane, em 20 de Setembro de 1989 e fechou após 4.264 apresentações em 30 de Outubro de 1999. O diretor foi Nicholas Hytner com encenação musical por Bob Avian e design cênico por John Napier. Em dezembro de 1994, a produção londrina tornou-se a mais antiga de Drury Lane), superando o recorde estabelecido por My Fair Lady.
A Kim original foi interpretada por Lea Salonga, que ficou famosa por causa deste papel e ganhou o Laurence Olivier Award e Tony Award. O Engenheiro original interpretado por Jonathan Pryce , também ganhou o Prêmio Laurence Olivier e Tony Award pelo papel.

### Broadway
O musical estreou na Broadway no Broadway Theatre em 11 de Abril de 1991 e encerrado em 28 de Janeiro de 2001, depois 4092 performances. Dirigido novamente por Nicholas Hytner com encenação musical por Bob Avian, cenografia foi por John Napier, figurino por Andreane Neofitou e Suzy Benzinger e iluminação por David Hersey. Miss Saigon ainda é o 12 º musical mais tempo em cartaz da história da Broadway.

### Outras Produções
Desde a sua abertura em Londres, Miss Saigon foi produzido em muitas cidades ao redor do mundo, incluindo Toronto, onde novas salas foram projetadas especificamente para abrigar o show. Na pequena comunidade da ilha de Bømlo, Noruega, com apenas cerca de onze mil habitantes, o espetáculo foi montado no anfiteatro ao ar livre pela irmandade musical local e decorreu de 5 agosto á 16 agosto 2009. A comunidade musical local, trouxe um helicóptero Bell para o o show. De acordo com o site oficial do show, Miss Saigon foi realizado por vinte e sete empresas em vinte e cinco países e 246 cidades, e foi traduzido para doze idiomas diferentes.

### Montagem Brasileira

Banner da versão brasileira.

O musical estreou no Brasil dia 12 de julho de 2007, no Teatro Abril, com direção geral de Fred Hanson e regência de Miguel Briamonte. Encerrou sua temporada em 14 de dezembro de 2008.

#### Elenco
- Li Martins - Kim
- Marcos Tumura - Engenheiro
- Nando Pradho - Chris
- Victor Hugo Barreto - John
- Mauro Sousa - Thuy
- Kiara Sasso / Sabrina Korgut - Ellen
- Sabrina Korgut / Francine Missaka - Gigi
- Rafael Loureiro, Naoki Koga, Izabely Tomazi, Caio Caratin, Naoki Takeda - Tam

Bar girls: Marlei Santos, Nathalia Mancinelli, Kotoe Karasawa, Maria Bia Martins, Katia Barros, Tatiana Sayuri, Keila Fuke, Deborah Fang, Fabi Bang e Thatiana Abra.
Vietinamitas: Alexandre Lima, Eduardo Martins, Tony Germano, Fabio Yoshihara, Fernando Marianno, Tiago Abravanel, Mario Americo, Cesar Moura, Fernando Cursino, Tinno Zani
GIs: Rafael Machado, Rafael Zardani, Carl Santos, Leo Abel, Julio Mancini, Daniel Nunes, Halei Rembrant, Luiz Pacini, Ubiracy Brasil, Sandro Sabbas, Felipe Moraes, Rodrigo Vicente, Michael Nunes

## Produção Portuguesa
Em Portugal, mais precisamente na Beira Alta, Miss Saigão (adaptação por Sandra Leal e encenação por António Leal, através da Contracanto Associação Cultural) ante-estreou a 4 de Julho de 2019, no Centro Cultural de Carregal do Sal, contando, ainda, com 7 espetáculos (esgotados) e um público de cerca de 2000 pessoas, dividindo apresentações entre os concelhos de Carregal do Sal e Tábua (Distrito de Viseu e Coimbra, respetivamente).
Elenco
No elenco principal de actores, além de Constança Correia, Rafaela Monteiro e Teresa Melo (Kim), estiveram Diogo Martins (Engenheiro), Rafael Pina (Chris), Diogo Loureiro (John), Margarida Pardal e Mariana Lopes (Ellen), Rodrigo Matias (Thuy) e Inês Costa e Rafaela Monteiro (Gigi), secundados por um ensemble de 28 “contracantos”. O espetáculo é, ainda, abrilhantado por Gonçalo Martins e Pedro Wilkinson, dividindo o papel de Tam, filho de Kim.

## Prêmios e indicações

### Original Produção de Londres
| Ano  | Prêmio                 | Categoria                 | Nomeação            | Resultado |
| ---- | ---------------------- | ------------------------- | ------------------- | --------- |
| 1989 | Laurence Olivier Award | Melhor Novo Musical       | Melhor Novo Musical | Indicado  |
| 1989 | Laurence Olivier Award | Melhor Ator em Musical    | Jonathan Pryce      | Venceu    |
| 1989 | Laurence Olivier Award | Melhor Atriz em Musical   | Lea Salonga         | Venceu    |
| 1989 | Laurence Olivier Award | Melhor Direção em Musical | Nicholas Hytner     | Indicado  |

### Original Produção da Broadway
| Ano  | Prêmio              | Categoria                          | Nomeação                                                     | Resultado |
| ---- | ------------------- | ---------------------------------- | ------------------------------------------------------------ | --------- |
| 1991 | Tony Award          | Melhor Musical                     | Melhor Musical                                               | Indicado  |
| 1991 | Tony Award          | Melhor Libreto                     | Claude-Michel Schönberg e Alain Boublil                      | Indicado  |
| 1991 | Tony Award          | Melhor Trilha Sonora Original      | Claude-Michel Schönberg, Alain Boublil e Richard Maltby, Jr. | Indicado  |
| 1991 | Tony Award          | Melhor Ator em Musical             | Jonathan Pryce                                               | Venceu    |
| 1991 | Tony Award          | Melhor Atriz em Musical            | Lea Salonga                                                  | Venceu    |
| 1991 | Tony Award          | Melhor Ator Coadjuvante em Musical | Hinton Battle                                                | Venceu    |
| 1991 | Tony Award          | Melhor Ator Coadjuvante em Musical | Willy Falk                                                   | Indicado  |
| 1991 | Tony Award          | Melhor Coreografia                 | Bob Avian                                                    | Indicado  |
| 1991 | Tony Award          | Melhor Direção em Musical          | Nicholas Hytner                                              | Indicado  |
| 1991 | Tony Award          | Melhor Direção de Arte em Musical  | John Napier                                                  | Indicado  |
| 1991 | Tony Award          | Melhor Design de Iluminação        | David Hersey                                                 | Indicado  |
| 1991 | Drama Desk Award    | Melhor Ator em Musical             | Jonathan Pryce                                               | Venceu    |
| 1991 | Drama Desk Award    | Melhor Atriz em Musical            | Lea Salonga                                                  | Venceu    |
| 1991 | Drama Desk Award    | Melhor Orquestração                | William David Brohn                                          | Venceu    |
| 1991 | Drama Desk Award    | Melhor Design de Iluminação        | David Hersey                                                 | Venceu    |
| 1991 | Theatre World Award | Theatre World Award                | Lea Salonga                                                  | Venceu    |